# Mões
Mões ist eine Gemeinde (Freguesia) im portugiesischen Kreis Castro Daire. In ihr leben 1691 Einwohner (Stand 19. April 2021).